# Benedikt Wagner
Benedikt Peter Wagner (ur. 14 czerwca 1990 w Bonn) – niemiecki szablista, trzykrotny medalista mistrzostw świata i wielokrotny medalista mistrzostw Europy.
W 2008 roku zdobył brąz drużynowo na mistrzostwach świata juniorów w Acireale. Wynik ten powtórzył na mistrzostwach świata juniorów w Belfaście, a na mistrzostwach świata juniorów w Baku w 2010 roku zdobył drużynowo złoty medal.
Podczas mistrzostw świata w Antalyi w 2014 roku Niemcy w składzie: Max Hartung, Nicolas Limbach, Matyas Szabo i Benedikt Wagner zdobyli złoty medal w turnieju drużynowym. Na mistrzostwach świata w Moskwie rok później razem z kolegami z reprezentacji zdobył brązowy medal. 
Wystartował na igrzyskach olimpijskich w Londynie w 2012 roku, gdzie indywidualnie odpadł w trzeciej rundzie, a drużynowo był piąty. Brał też udział w igrzyskach olimpijskich w Tokio w 2020 roku, gdzie drużynowo był czwarty, a indywidualnie zajął 27. miejsce.
Zdobył drużynowo srebrny medal na mistrzostwach Europy w Sheffield (2011). W tej samej konkurencji zdobył następnie złote medale na mistrzostwach Europy w Montreaux (2015) i mistrzostwach Europy w Düsseldorfie (2019) oraz brązowy na mistrzostwach Europy w Legnano (2012), mistrzostwach Europy w Strasburgu (2014) i mistrzostwach Europy w Novim Sadzie (2018). 